# Mike Morgenstern
Mike Morgenstern, heute auch bekannt als Mo Morgen, (* 26. Februar 1939 in Brooklyn) ist ein amerikanischer Jazzmusiker (Tenor- und Baritonsaxophon,  Bassklarinette, Gesang)
Morgenstern, der auf Long Island aufwuchs, betrieb ab 1972 in Manhattan das Loft Jazzmania Society, wo er auch selbst mit Hilton Ruiz, Claudio Roditi und Ted Curson auftrat. im Jazzmania veranstaltete er ein jährliches Brazilian Jazz Festival und war auch in der Synthese von Jazz und Tanz (Jance) engagiert. Mitte der 1980er Jahre bildete er Perry Robinson die Licorice Factory, die mit zahlreichen weiteren Klarinettisten von Eddie Daniels und Kenny Davern über Tony Scott und Gunter Hampel bis hin zu Don Byron und Mark Whitecage, auftrat. Auf einem Festival spielte er auch mit Jimmy Smith. 1993 zog er nach Miami, wo er das MoJazz Café eröffnete; dort leitete er die Hausband, spielte mit Ira Sullivan und legte ein Album mit seiner Band vor.

## Diskographische Hinweise
- Ted Curson Round about Midnight (1980)
- Licorice Factory (1984/85)[3]
- Singin' Saxy (2000)[4]